# アミノアシルtRNAヒドロラーゼ
アミノアシルtRNAヒドロラーゼ(Aminoacyl-tRNA hydrolase、EC 3.1.1.29)は、以下の化学反応を触媒する酵素である。
N-置換アミノアシルtRNA + 水{\displaystyle \rightleftharpoons }N-置換アミノ酸 + tRNA
従って、基質はN-置換アミノアシルtRNAと水の2つ、生成物はアミノ酸と転移RNAの2つである。
この酵素は加水分解酵素に分類され、特にエステル結合に作用する。系統名は、アミノアシルtRNA アミノアシルヒドロラーゼ(aminoacyl-tRNA aminoacylhydrolase)である。

## 構造
2007年末現在、9つの構造が解かれている。蛋白質構造データバンクのコードは、1RYB、1WN2、1XTY、2D3K、2E1B、2PTH、2Z2I、2Z2J、2Z2Kである。